# Tubercularia aequatoriensis
Tubercularia aequatoriensis är en svampart som beskrevs av Petr. 1948. Tubercularia aequatoriensis ingår i släktet Tubercularia och familjen Nectriaceae.   Inga underarter finns listade i Catalogue of Life.